# Gabriel Scott
Gabriel Scott (ur. 8 marca 1874 w szkockim Leith, zm. 9 lipca 1958 w Arendal) – norweski poeta, dramaturg i autor utworów dla dzieci.
Scott było jego pierwszym imieniem, na cześć pisarza Waltera Scotta. W wieku siedmiu lat wraz z rodziną przeprowadził się do Norwegii, gdyż jego ojciec, pastor, objął parafię w Høvåg. Trzykrotnie żonaty.
Zadebiutował w r. 1894 zbiorem wierszy Digte, następnie powieść Tante Pose. Dopiero jednak powieść Jernbyrden wydana w r. 1915 przyniosła mu uznanie wśród krytyków. Jego najbardziej znaną książką jest wydana w r. 1918 Kilden eller Brevet om fiskeren Markus (Źródło albo list o Marku rybaku), gdzie przedstawia proste przemyślenia prostego człowieka. W 1911 teatr w Oslo wystawił jego komedię pt. Wieża Babel. Opowiada ona o małym norweskim mieście przejętej przez mówiących nynorsk, którzy zamierzają wyrżnąć wszystkich sprzeciwiających się tej wersji językowej. Sztuka kończy się tym, iż zwolennicy nynorsk zabijają się nawzajem, bo nie mogą ustalić nazwy kraju: Noregr, Thule, Ultima, Ny-Norig, czy Nyrig. Podczas prezentacji tej sztuki co najmniej raz wybuchła awantura na widowni. Scott napisał również kilka książek dla dzieci.

## Nagrody i wyróżnienia
W r. 1936 otrzymał skandynawską nagrodę literacką Gyldendals legat.